# Johann Andreas Geismer
Johann Andreas Geismer (* 13. Oktober 1695 in Eldena; † 27. September 1759 in Billwerder) war ein deutscher evangelisch-lutherischer Geistlicher.

## Leben
In Eldena geboren, besuchte Geismer ab 1710 das Akademische Gymnasium in Hamburg, studierte anschließend Theologie an der Universität Rostock und wurde im Jahr 1719 Kandidat des Hamburger Ministeriums. Am 11. Juni 1727 wurde er Schiffsprediger auf den Hamburger Konvoischiffen. Am 21. Januar 1733 wurde er zum Adjunkt des Pastors Nikolaus Lütkens (1675–1736) an Sankt Nikolai in Billwerder gewählt und als solcher nach dessen Tod am 25. März 1736 als Pastor bestätigt. Geismer war Pastor während der Grundsteinlegung im Jahr 1737 und Einweihung im Jahr 1739 der neuen Kirche Sankt Nikolai. Er starb 1759 im Alter von 63 Jahren. Sein Nachfolger wurde Peter Brameyer (1718–1790).

## Familie
Geismer war der Sohn des Pastors an der Klosterkirche in Eldena Michael Geismer († 1712) und seiner Ehefrau Anna Dorothea Wetzstein († 1716). Im Jahr 1733 verheiratete er sich mit Elisabeth Alardus, Tochter des Pastors am Hamburger Dom, Nikolaus Alardus (1683–1756). Nach ihrem Tod verheiratete er sich im Jahr 1747 zum zweiten Mal mit Cornelia Margaretha Moller, Tochter des Hamburger Oberaltensekretärs und Senators Hartwig Johann Moller (1677–1732).

## Werke (Auswahl)
- Die Gleichheit der Kirche Gottes mit einem Hause, aus den Worten Pauli Epheser 2, v. 20 vorgestellet, und auf Verlangen zum beständigen Gedächtniß dieser theuren Wohlthat dem Druck überlassen. Hamburg 1738 (Predigt zur Grundsteinlegung der neuen Kirche im Jahr 1737).
- Einweihungspredigt, welche am Michaelisfeste im Jahre 1739 in der vom Grunde auf neuerbaueten Kirche St. Nikolai an der Bille ist gehalten worden, nebst der am Feste Johannis des Täufers 1737 in der alten Kirche gehaltenen letzten Predigt und einer Nachricht von der alten und dem Baue der neuen Kirche, wie auch der Ordnung, welche bei der Einweihung ist beobachtet worden. Hamburg 1739.